# کپلن (لوئیزیانا)
کپلن (به انگلیسی: Kaplan) شهری در ایالت لوئیزیانا کشور ایالات متحده آمریکا است که جمعیت آن در سرشماری سال ۲۰۱۰ میلادی، ۴٬۶۰۰ نفر بوده‌است.